# Bjurholm (comuna)
Bjurholm (em sueco: Bjurholm kommun) é uma comuna da Suécia localizada no sul do condado de Västerbotten. Sua capital é a cidade de Bjurholm. Possui 1 307 quilômetros quadrados e segundo censo de 2024, havia 2 343 habitantes, sendo assim a comuna com menor população do país.
A maior parte do município está coberto por florestas, e a sua economia está baseada na exploração florestal e nos serviços. Na fazenda Ålgens Hus, a uns 10 km de Bjurholm, é produzido queijo de alce.

Comuna de Bjurholm
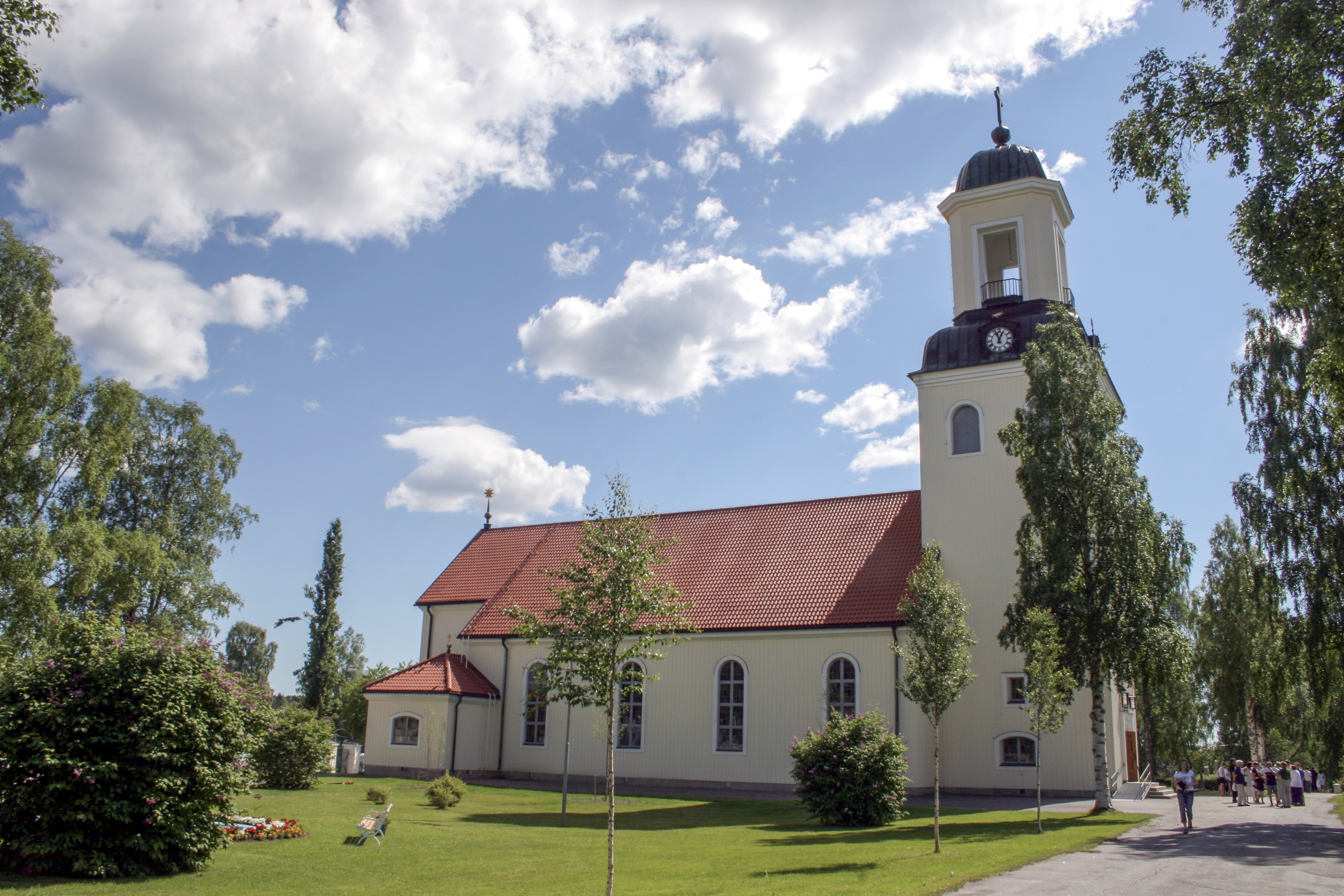
A igreja de Bjurholm
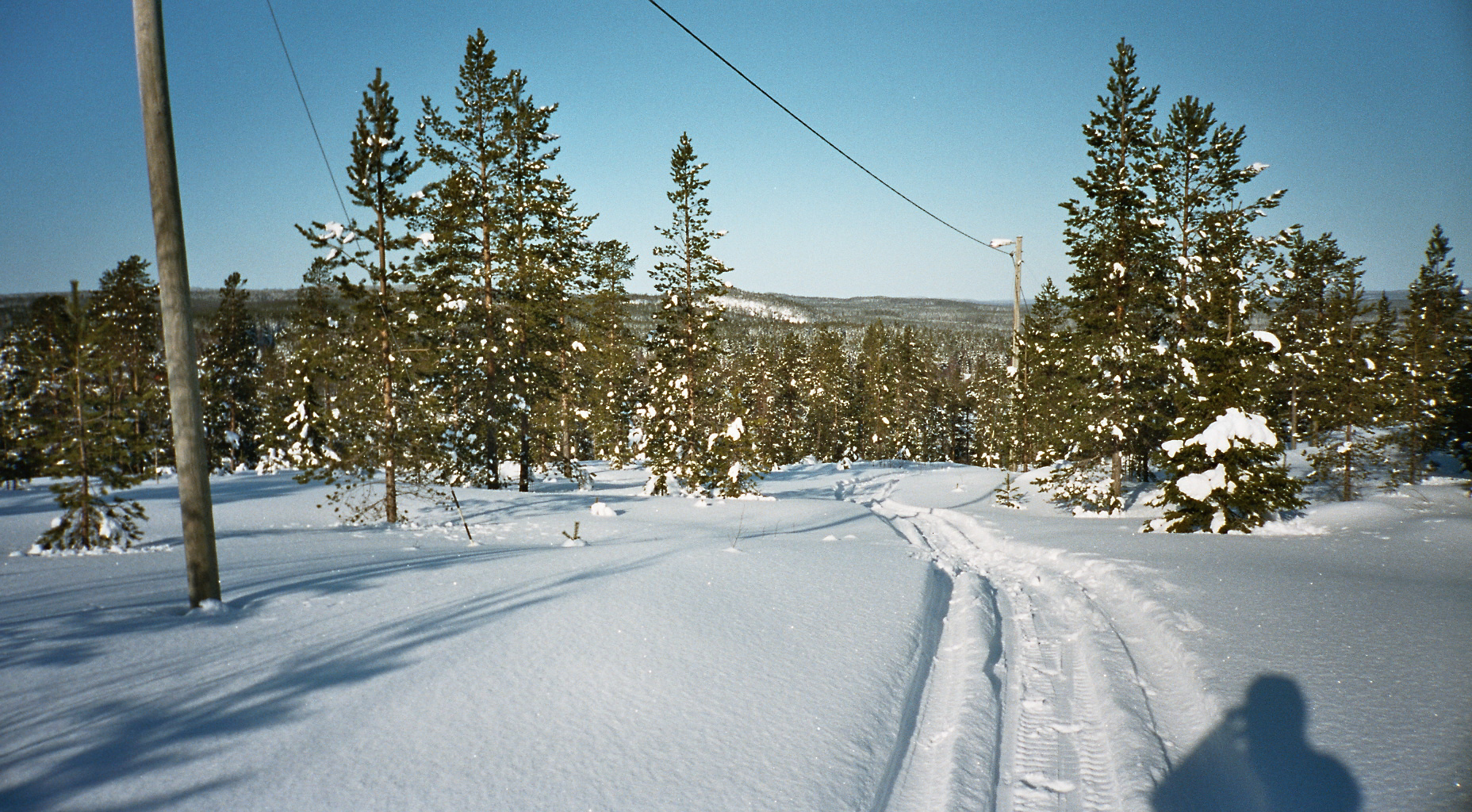
Vista de Vitvattnet